# Euphorbia albanica
Euphorbia albanica es una especie fanerógama perteneciente a la familia Euphorbiaceae. Es originaria de la  Provincia del Cabo.

## Taxonomía
Euphorbia albanica fue descrita por Nicholas Edward Brown y publicado en Flora Capensis 5(2): 258. 1915.
Etimología
Euphorbia: nombre genérico que deriva del médico griego del rey Juba II de Mauritania (52 a 50 a. C. - 23), Euphorbus, en su honor – o en alusión a su gran vientre –  ya que usaba médicamente Euphorbia resinifera. En 1753 Carlos Linneo asignó el nombre a todo el género.
albanica: epíteto

## Descripción
Es un arbusto enano que alcanza un tamaño de 20 a 25 cm de altura a una altitud de 740 metros.